# Marc Kocher

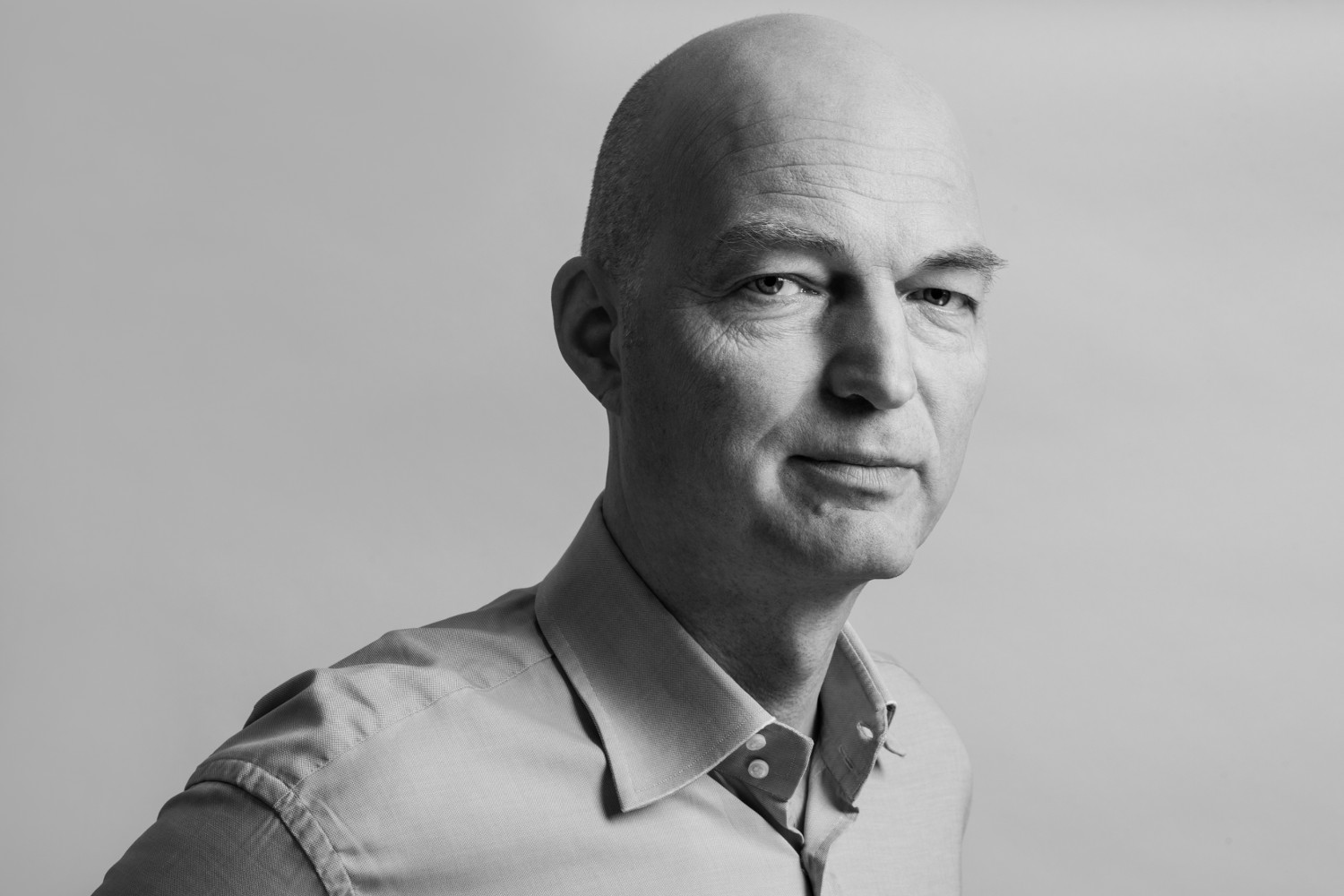
Marc Kocher

Marc Kocher (* 1965 in Bern) ist ein Schweizer Architekt. Er wird zu den Vertretern des New Urbanism (Neuer Urbanismus) gezählt, einer Architekturströmung, die ein zeitgemäßes Bauen mit den Elementen der klassischen europäischen Stadtarchitektur zu verbinden sucht.

## Leben
Kocher studierte nach der Matura in Bern Architektur an der ETH Zürich, u. a. bei Fabio Reinhart. Noch während des Studiums begann er seine Tätigkeit im Mailänder Büro des Architekten Aldo Rossi, einem Protagonisten der italienischen Strömung des Razionalismo (Rationalismus) in der Architektur, später Wegbereiter der Postmoderne. Kocher war nach Abschluss seines Studiums von 1989 bis zu Rossis Tod 1997 in dessen Mailänder Büro tätig. Dort war er  betraut mit der visuellen Umsetzung von Rossis Entwürfen. 1993 eröffnete er für Rossi dessen deutsches Zweigbüro in München.

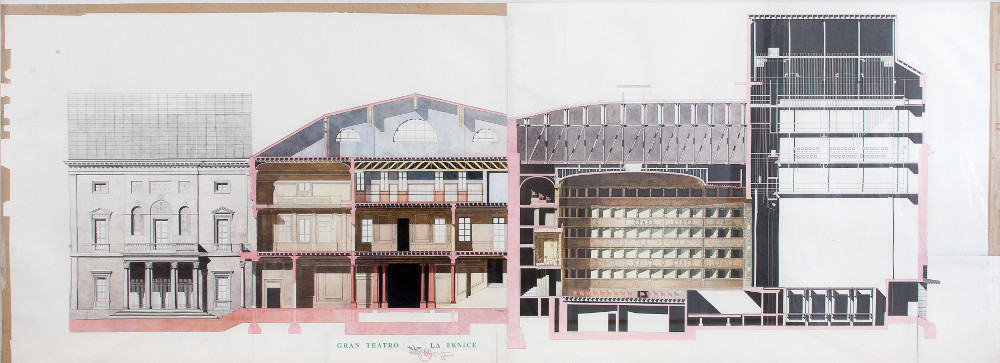
Zeichnung Gran Teatro La Fenice von Marc Kocher

Nach Auflösung von Rossis Mailänder Büro kehrte Kocher nach Zürich zurück und gründete unter dem Namen Marc Kocher Architekten 1997 sein eigenes Büro, das seither in Zürich und Berlin tätig  ist.
Im Jahr 1998 errichtete Kocher mit einem stadtbildprägenden Eckhaus am Hackeschen Markt als Teil des Ensembles „Neuer Hackescher Markt“ sein erstes Gebäude in Berlin. Gemeinsam mit ARAssociati setzte er ab 1998 die von Aldo Rossi begonnene Planung zum Wiederaufbau des venezianischen Opernhauses Teatro La Fenice fort, das 1996 abgebrannt war. Hier zeichnete er vor allem verantwortlich für die Wiederherstellung der Innenausstattung, insbesondere den aufwändigen Wand- und Deckenschmuck. Diese Mitwirkung am Wiederaufbau des aus dem Jahr 1792 stammenden Opernhauses wurde zu Marc Kochers erstem Hauptwerk.
1999–2000 übernahm er eine zweijährige Gastprofessur an der University of Syracuse im US-Bundesstaat New York.

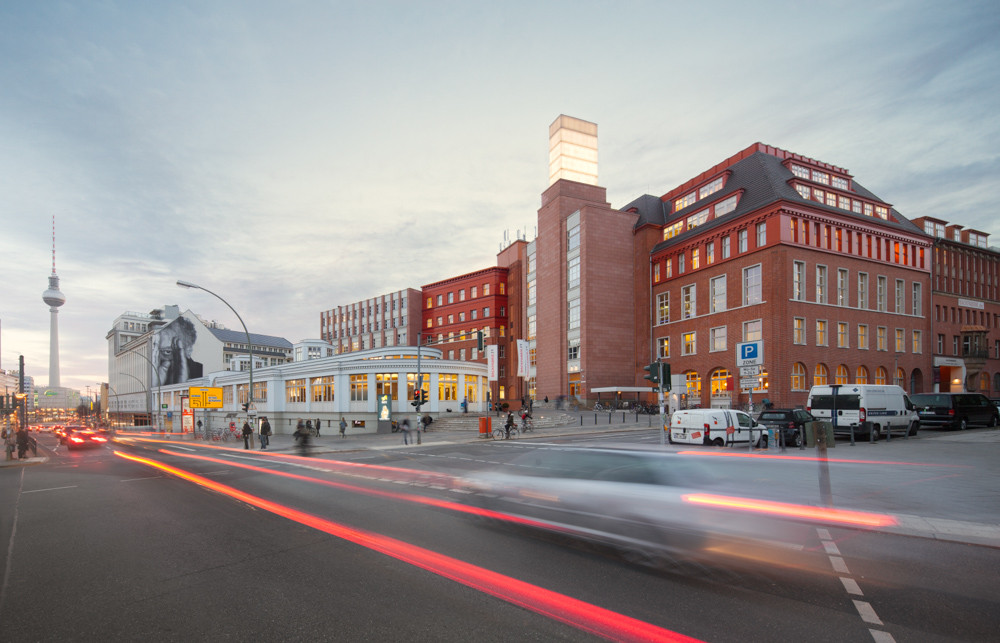
Blick von der Prenzlauer Allee auf die Backfabrik Berlin

Mit Umbau und Erweiterung der sogenannten Backfabrik, einem Industriebau an der Prenzlauer Allee in Berlin, gelang dem Architekten 2001 die  Revitalisierung eines historischen Ensembles in einen modernen Büro- und Gewerbestandort. Mit seinem Konzept erweiterte Kocher die erhaltenen Altbauten der Backfabrik durch eigene Ergänzungen. Der aufgestockte Aufzugsturm des Gebäudes wird seitdem von einer weithin sichtbaren, 12 Meter hohen Lichtstele bekrönt.

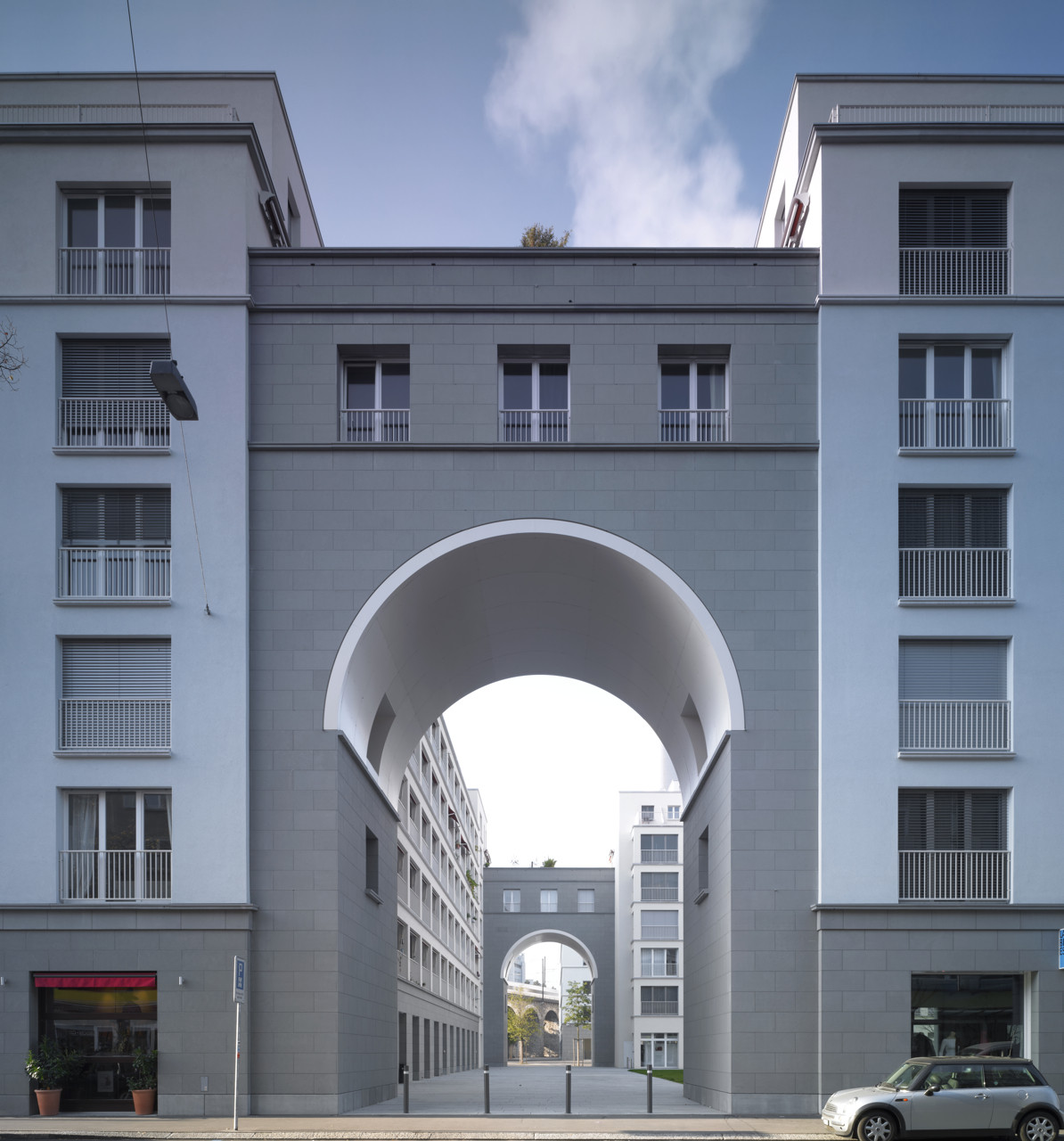
Überbauung Müller-Martini, Wohn- und Büroensemble

In den Folgejahren verwirklichte Kocher vor allem in Berlin eine Reihe weiterer Wohnhäuser sowie Sanierungen bestehender Bauten. In Zürich entstand bis 2006 nach Plänen von Kocher und dem Mailänder Büro ARAssociati, dem Nachfolgebüro des früheren Büros Rossi, auf dem ehemaligen Betriebsgelände des Maschinenherstellers Müller-Martini ein Wohn- und Büroensemble in Blockrandbebauung.

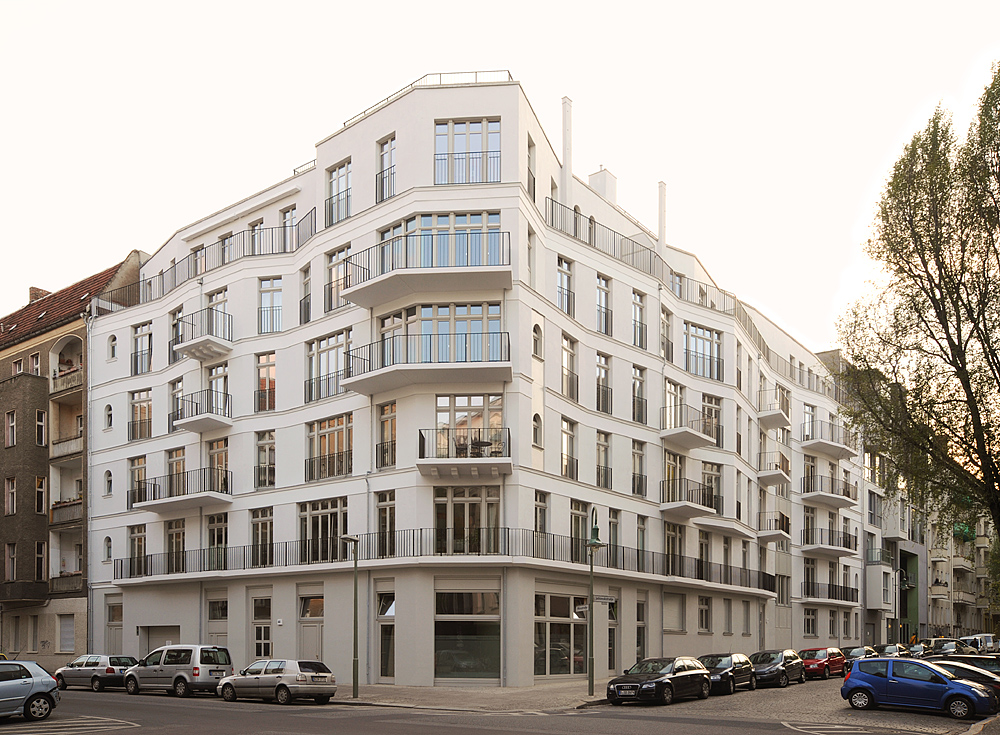
Wohnhaus Jablonskistraße, Berlin

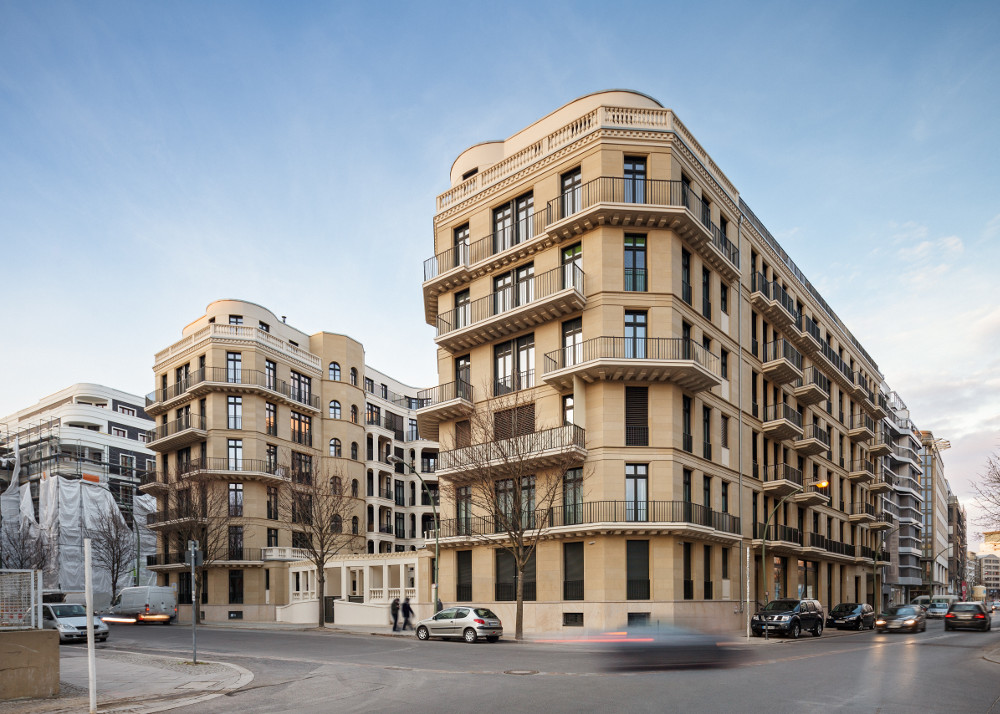
Wohnhaus Fellini Residences, Berlin

Insbesondere in den Straßenfassaden mit ihren markanten Torbögen wird die Prägung durch die Jahre bei Aldo Rossi ablesbar. Vor allem Kochers Berliner Projekte verbindet ein Bekenntnis zum europäischen, gereihten Stadthaus und dem Repertoire seiner historischen Typologien und Fassadenelemente.
Kocher lebt und arbeitet in Berlin und Zürich. Er ist verheiratet und hat zwei Kinder.

## New Urbanism
Trotz seiner Erfahrung mit der Rekonstruktion des Teatro La Fenice und der Umwidmung von Altbauten grenzt sich Kocher von jenen Vertretern des New Urbanism ab, die sich in erster Linie auf die Nachahmung historischer Architekturen verlegt haben. Stattdessen sucht er nach Wegen einer zeitgenössischen Neuinterpretation historischer Formen oder knüpft mit ausgewählten typologischen Zitaten an diese an. Ist bei einem Bestandsgebäude die ursprüngliche Fassade zerstört, sucht er durch Wiederherstellung von Fensterfassungen, Brüstungen, Lisenen etc. dieser ihr Gesicht zurückzugeben.
Kocher zeichnet alle Entwürfe und die zugehörigen Ansichten und Isometrien zunächst in klassischer Manier von Hand. Diese kolorierten Architekturzeichnungen sind für ihn unverzichtbarer Bestandteil des Entwurfsprozesses.
Marc Kochers Architektur erfüllt weitreichend die Forderungen des nachhaltigen Bauens, die auch als Teil der Ziele des New Urbanism verstanden werden.

## Bauten und Projekte (Auswahl)
- Geschäftshaus Dirksenstraße Ecke Hackescher Markt, Berlin (1998)[1]
- Büro- und Geschäftshaus Backfabrik, Berlin (2001)[1][3]
- Entwurf Wiederaufbau Berliner Stadtschloss, 2002[1]
- Wiederaufbau Gran Teatro La Fenice, Venedig (2003; Fertigstellung)[1]
- Wohn- und Geschäftshäuser Müller-Martini-Areal, Zürich (2006)[1]
- Villa Ball, Schwändi, Glarus, Schweiz (2007)[1]
- Wohnensemble Palais KolleBelle, Berlin (2009)[1]
- Wohnhaus Jablonskistraße, Berlin (2011)[1]
- Wohnhaus Stargarder Straße, Berlin (2012)[1]
- Wohnhäuser Fellini Residences, Berlin (2013)[1]
- Wohnhaus Casa Onda, Berlin (2013)
- Hanse-Quartier in Anklam (2014/17)[6][1]
- Geschäftshaus Bahnhofstrasse 84, Zürich (2017)
- Wohn- und Geschäftshaus Entrée Weißensee, Berlin (2018)

## Schriften
- Marc Kocher: Skizzen für ein neues Stadtquartier. Das Gelände des ehemaligen Central-Vieh- und Schlachthofes Berlin-Prenzlauer Berg, Stadtentwicklungsgesellschaft Eldenaer Straße mbH, Entwicklungsträger als Treuhänder des Landes Berlin, Berlin 1999.